# Pseudomugil furcatus
Espèce
Statut de conservation UICN

 LC  : Préoccupation mineure
Le Bleu-œil De Forktail (pseudomugil furcatus)  est une espèce de poisson d'eau douce de la famille des Pseudomugilidae. L'espèce est originaire de Nouvelle-Guinée.

## Description
Il mesure environ 5 cm de long

## Répartition géographique
Pseudomugil furcatus est un poisson d'eau douce originaire d'Océanie. Il provient de Nouvelle-Guinée comme d'autres Pseudomugilidae.

## Habitat et écologie
Pseudomugil furcatus vit en eau douce.

## Aquariophilie
C'est l'espèce la plus commune du genre Pseudomugil en aquariophilie.